# Stigmaphyllon hypargyreum
Stigmaphyllon hypargyreum är en tvåhjärtbladig växtart som beskrevs av Jules Émile Planchon och Triana. Stigmaphyllon hypargyreum ingår i släktet Stigmaphyllon och familjen Malpighiaceae. Inga underarter finns listade i Catalogue of Life.